# Línea lateral

La línea lateral, en este caso mostrada en un tiburón.

La línea lateral es un órgano sensorial de algunos de los animales marinos. Sirve para detectar el movimiento y las vibraciones del agua circundante, lo que ayuda al pez a evitar colisiones, a orientarse en relación con las corrientes de agua, y localizar la presa. Las líneas laterales comúnmente son visibles como tenues líneas que recorren cada lado desde las cercanías del opérculo (estructura que cubre las branquias) hasta la base de la cola. Algunas veces partes de este órgano son modificadas como electrorreceptores, los cuales son órganos que detectan impulsos eléctricos. Es posible que vertebrados como los tiburones usen también las líneas laterales para detectar campos magnéticos.
Los receptores que componen la línea lateral son los neuromastos, cada uno compuesto de un grupo de células ciliadas. Los cilios están rodeados por una cúpula sobresaliente, típicamente 1/20 a 1/5 mm de largo. Las células ciliadas y las cúpulas de los neuromastos están comúnmente bajo el agujero visible en los peces. Las células ciliadas de la línea lateral son similares a las células ciliadas que se encuentran en el oído interno, indicando que la línea lateral y el oído interno comparten un origen común.
Los teleósteos y elasmobranquios tienen comúnmente canales de la línea lateral, en los cuales los neuromastos no están directamente expuestos al ambiente, pero se encuentran comunicados mediante poros del canal, sin embargo, dicha línea lateral se halla directamente expuesta al ambiente en algunos elasmobranquios como en Clamydoselachus (Allis, 1923), Notorynchus (Daniel, 1934) y en Echinorhinchus (Garrick, 1960). Pueden aparecer neuromastos adicionales en varios lugares de la superficie corporal,el desarrollo del sistema de la línea lateral depende del modo de vida del pez. Por ejemplo, los peces que son nadadores activos tienden a tener más neuromastos en los canales, y la línea se ubicará más lejos de las aletas pectorales, lo que probablemente reduce la cantidad de "ruido" que se genera por el movimiento de las aletas.
La mayoría de las larvas de anfibios o renacuajos y algunos anfibios que son acuáticos toda la vida tienen receptores sensoriales similares a la línea lateral (Lannoo, M. J.).
Algunos crustáceos y cefalópodos tienen órganos similares.

## Imágenes

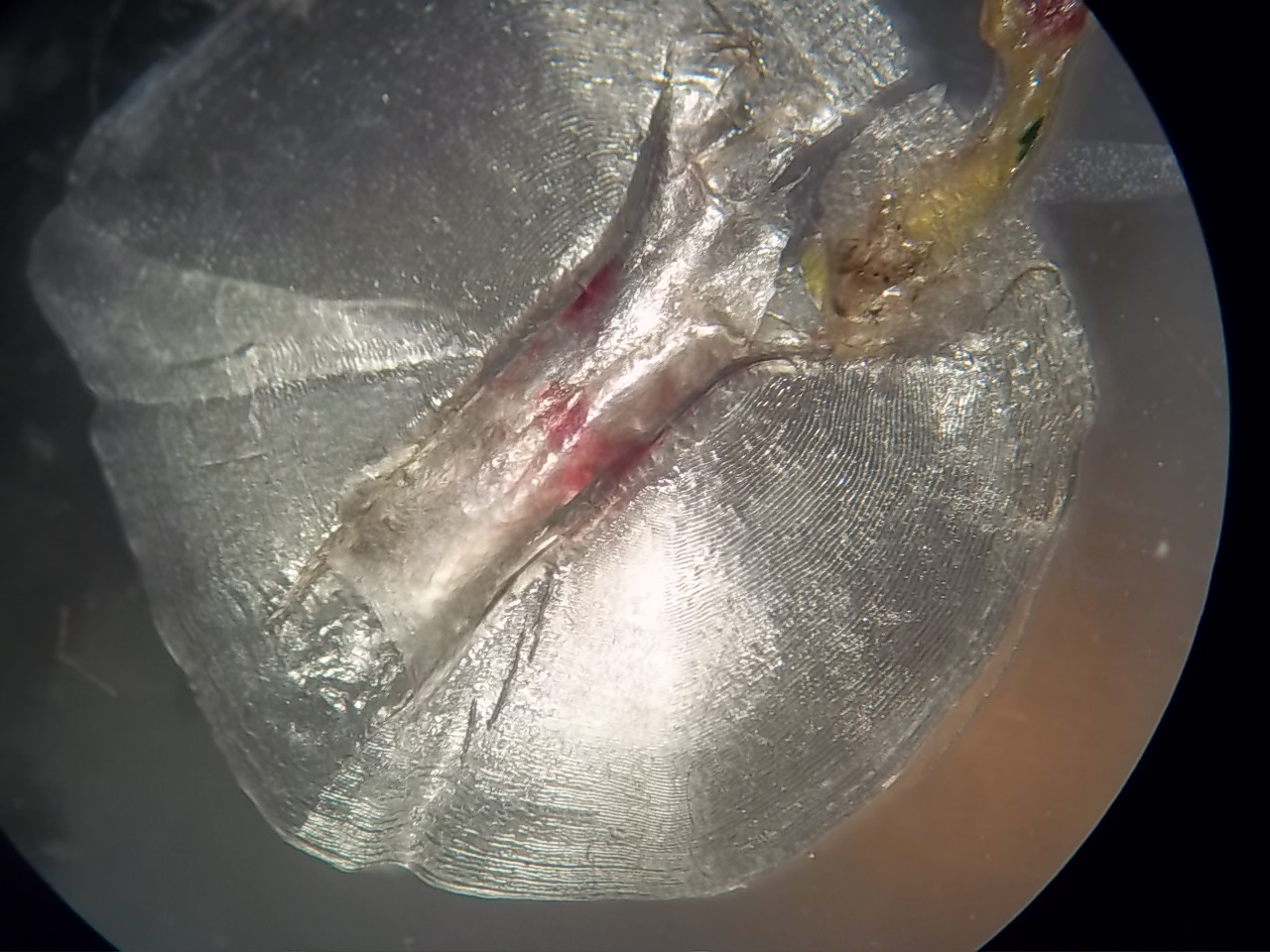
Micrografía de una escama de la línea lateral de Merluccius hubbsi
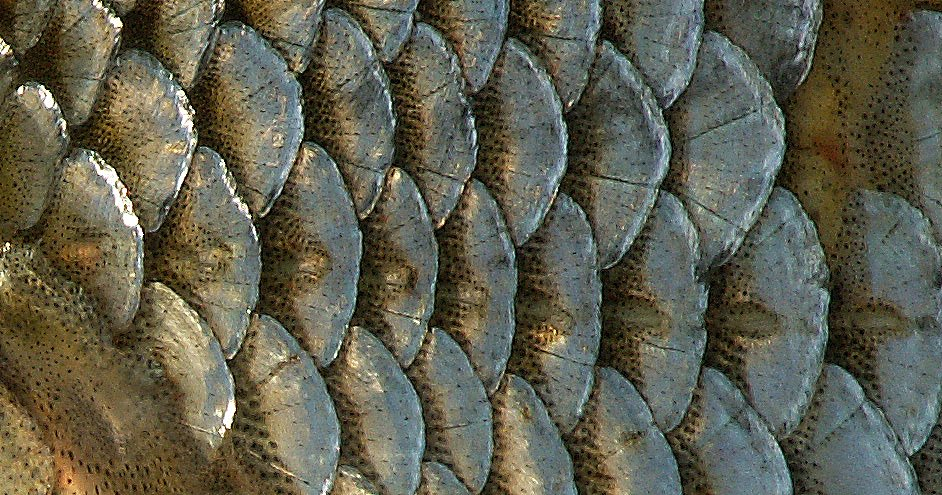
Algunas escamas de la línea lateral de rutilo (Rutilus rutilus)
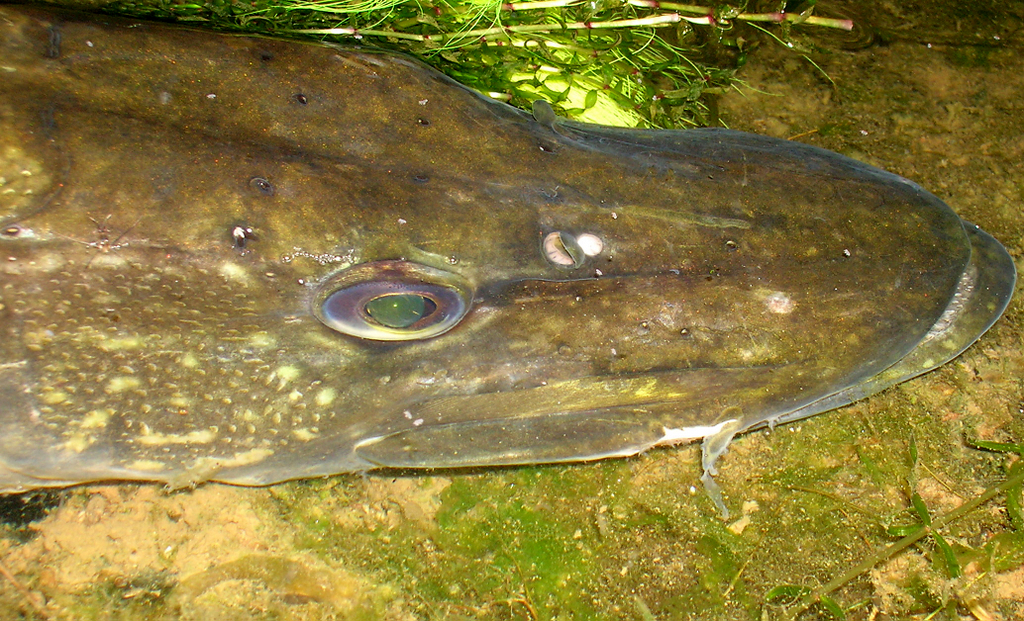
Los pequeños hoyos en la cabeza de este lucio contiene neuromastos del sistema de la línea lateral.
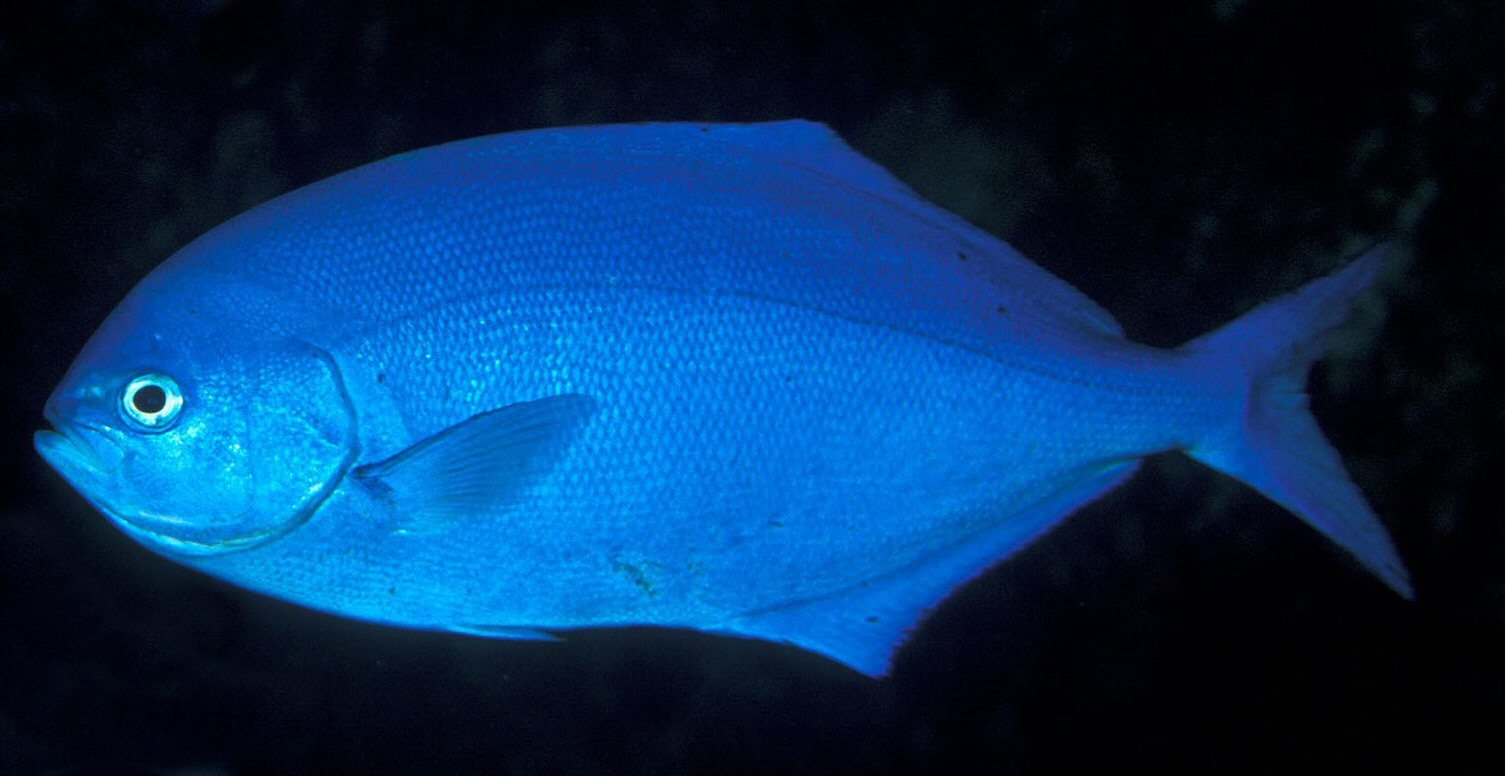
Línea lateral visible en Scorpis violacea
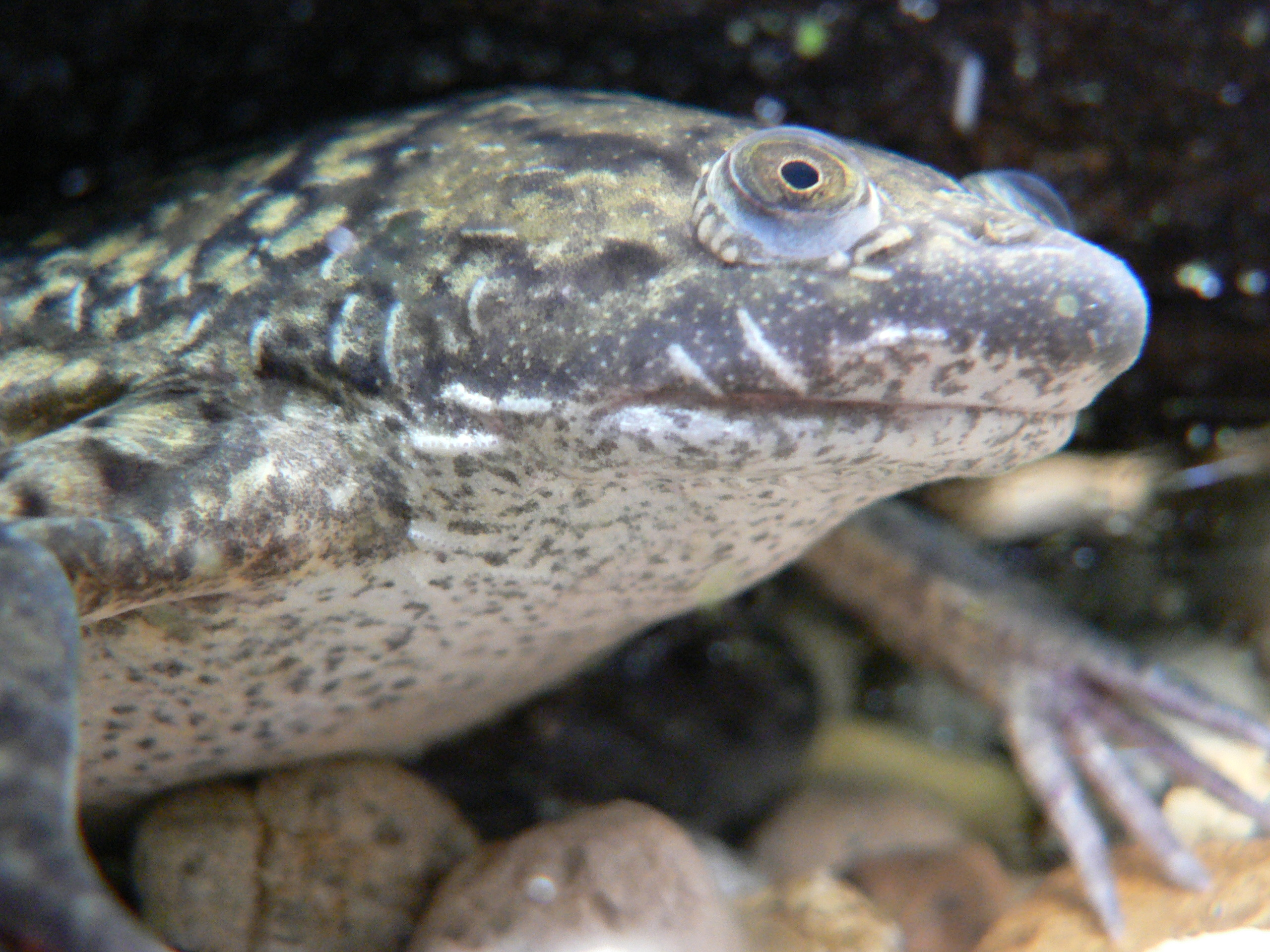
Xenopus laevis con el órgano de la línea lateral visible como líneas oblongas blancas.